# Get Off My Sunshine
Get Off My Sunshine è un EP della cantante Nikka Costa, pubblicato dalla Mushroom Records nel 1996.

## Tracce
1. Get Off My Sunshine
2. Get Off My Sunshine (Grits And Gumbo Mix)
3. Miss Celie's Blues
4. Master Blaster